# (117386) Thomasschlapkohl
(117386) Thomasschlapkohl est un astéroïde de la ceinture principale.

## Description
(117386) Thomasschlapkohl est un astéroïde de la ceinture principale. Il fut découvert le 18 décembre 2004 à Mount Lemmon par Mount Lemmon Survey. Il présente une orbite caractérisée par un demi-grand axe de 2,98 UA, une excentricité de 0,05 et une inclinaison de 10,3° par rapport à l'écliptique.